# Suracarta tricolor
Suracarta tricolor är en insektsart som först beskrevs av Le Peletier de Saint-fargeau och Jean Guillaume Audinet Serville 1825.  Suracarta tricolor ingår i släktet Suracarta och familjen spottstritar. Inga underarter finns listade i Catalogue of Life.